# Hans Wolfgang Schulz
Hans Wolfgang Schulz, auch H. W. Schulz (* 29. November 1910 in Insterburg, Regierungsbezirk Gumbinnen, Ostpreußen; † 27. März 1967 in Paris), war ein deutscher Maler und Grafiker.

## Leben
Schulz studierte von 1936 bis 1939 an der Hochschule für Bildende Künste Berlin. Zweiter Weltkrieg und Kriegsgefangenschaft unterbrachen seine künstlerische Entwicklung. Er lebte in Berlin, wo er Professor für Kunsterziehung an der Pädagogische Hochschule war, und unternahm Reisen nach Frankreich (Paris), Finnland und in die Niederlande (Holland). 1954 wurde er in Düsseldorf mit dem Förderpreis des Cornelius-Preises ausgezeichnet. Eine Sonderausstellung hatte er 1952 im Kunstantiquariat Wasmuth in Berlin. 1958 war er Teilnehmer der Großen Berliner Kunstausstellung. 1966 stellte er im Bonner Kunstverein aus. Schulz starb 1967 im Alter von 56 Jahren – inmitten künstlerischer Tätigkeit – in Paris.